# Alcis maestosa
Alcis maestosa är en fjärilsart som beskrevs av George Duryea Hulst 1898. Alcis maestosa ingår i släktet Alcis och familjen mätare. Inga underarter finns listade i Catalogue of Life.